# Hannovers voetbalkampioenschap 1904/05
In 1904/05 werd het tweede Hannovers voetbalkampioenschap gespeeld, dat georganiseerd werd door de Hannoverse voetbalbond. Hannoverscher FC 96 werd kampioen en plaatste zich zo voor de eindronde om de Duitse landstitel. De club verloor in de eerste ronde van FuCC Eintracht Braunschweig. 

## Eindstand
| Plaats | Club                       | Wed. | W | G | V | Saldo | Ptn |
| ------ | -------------------------- | ---- | - | - | - | ----- | --- |
| 1.     | Hannoverscher FC 96        | 4    | 4 | 0 | 0 | 16:5  | 8:0 |
| 2.     | FV Hannovera 1898 Hannover | 4    | 1 | 0 | 3 | 13:13 | 2:6 |
| 3.     | FC Eintracht 1898 Hannover | 4    | 1 | 0 | 3 | 8:19  | 2:6 |

|  | Kampioen |